# Aaron Ashmore
Aaron Richard Ashmore, född 7 oktober 1979 i Richmond i British Columbia, är en kanadensisk skådespelare samt tvillingbror till skådespelaren Shawn Ashmore. Han har bland annat medverkat i serierna Veronica Mars och Smallville.

## Filmografi
| År          | Titel                                         | Roll                    |
| ----------- | --------------------------------------------- | ----------------------- |
| 1991        | Married to It                                 | Student in Pageant      |
| 1993        | Gross Misconduct                              | Young Byron Spencer     |
| 1993        | Are You Afraid of the Dark?                   | Billy                   |
| 1996        | Due South                                     | Teenager                |
| 1999        | Animorphs                                     | Ax Double               |
| 1999        | Crime in Connecticut: The Story of Alex Kelly | Luke Lawson             |
| 1999        | Love Letters                                  | Bob Bartram             |
| 2000        | Run the Wild Fields                           | Charlie Upshall         |
| 2000        | The Famous Jett Jackson                       | Robert                  |
| 2000        | Are You Afraid of the Dark?                   | Jake                    |
| 2000        | La Femme Nikita                               | Neil Hudson             |
| 2000        | Twice in a Lifetime                           | Paul                    |
| 2001        | Blackout                                      | Second Son              |
| 2001        | The Familiar Stranger                         | Chris Welsh             |
| 2001        | The Safety of Objects                         | Bobby Christianson      |
| 2001        | Dying to Dance                                | Jason                   |
| 2001        | Treed Murray                                  | Dwayne                  |
| 2002        | The Skulls II                                 | Matt 'Hutch' Hutchinson |
| 2002        | Emily of New Moon                             | Harrison Bowles         |
| 2002        | Charms for the Easy Life                      | Ted                     |
| 2002        | Conviction                                    | Whiff                   |
| 2002        | A Christmas Visitor                           | John Boyajian           |
| 2002        | The Eleventh Hour                             | Taz Thomas              |
| 2003        | The Pentagon Papers                           | Randy Kehler            |
| 2004        | My Brother's Keeper                           | Eric/Lou Woods          |
| 2004        | Brave New Girl                                | Tyler                   |
| 2004        | Prom Queen: The Marc Hall Story               | Marc Hall               |
| 2004        | Safe                                          | Bobby                   |
| 2004        | A Separate Peace                              | Chad                    |
| 2004        | A Bear Named Winnie                           | Corporal Randy Taylor   |
| 2005        | The Eleventh Hour                             | Trevor Gordon           |
| 2005        | The West Wing                                 | Trevor                  |
| 2005 – 2006 | 1-800-Missing                                 | Colin McNeil            |
| 2004 – 2006 | Veronica Mars                                 | Troy Vandegraff         |
| 2006 –      | Smallville                                    | Jimmy Olsen             |
| 2007        | Palo Alto                                     | Alec                    |
| 2007        | The Stone Angel                               | Matt                    |
| 2008        | Thomas Kinkade's Home for Christmas           | Pat Kinkade             |
| 2008        | Deep Cove                                     | Mark                    |
| 2015-idag   | Killjoys                                      | John                    |
| 2009        | The Thaw                                      | Atom                    |